# شركة بي سي اي
شركة بي سي اي، وهي اختصار لاسمها السابق شركة بيل كندا، هي شركة قابضة كندية متداولة علنًا تابعة لشركة بيل كندا، والتي تضم موفري الاتصالات السلكية واللاسلكية وأصول وسائل الإعلام المتنوعة التابعة لها تحت اسم بيل ميديا. تأسست من خلال إعادة تنظيم الشركة في عام 1983، عندما أصبحت شركة بيل كندا  و نورتل نيتووركس والشركات الأخرى ذات الصلة شركات تابعة لشركة بيل كندا.، وهي واحدة من أكبر الشركات في كندا. يقع المقر الرئيسي للشركة في 1 كارفور ألكسندر جراهام بيل  في منطقة فردان في مونتريال، كيبيك, كندا.
تعد شركة بي سي اي أحد مكونات مؤشر S&amp;P/TSX 60 وهي مدرجة في بورصة تورنتو وبورصة نيويورك للأوراق المالية ومقرها الولايات المتحدة. تم تصنيفها في المرتبة 17 من حيث أكبر شركة في كندا من حيث الإيرادات اعتبارًا من يونيو 2014،  وتاسع أكبر شركة من حيث القيمة اعتبارًا من يونيو 2015. 

## أنظر أيضاً
- الاتصالات في كندا
- شبكة المستوى 1
- قائمة مشغلي شبكات الهاتف المحمول
- قائمة شركات تشغيل الهاتف
- اللعب الثلاثي (الاتصالات)